# Agence espagnole pour la coopération internationale au développement
 (novembre 2016).

Logo de l'AECID.

L’Agence espagnole pour la Coopération internationale au développement (AECID) est une agence de l’Espagne, créée en novembre 1988 comme organe de gestion de la politique espagnole de coopération internationale au développement. 
L’AECID est un organisme de droit public, rattaché au ministère des Affaires étrangères et de la Coopération à travers le secrétariat d’État à la Coopération internationale et à l’Amérique latine (sigle espagnol : SECIPI). L’AECID est responsable de la conception, de la mise en œuvre et de la gestion des projets et programmes de coopération au développement, soit directement, en utilisant ses propres ressources, soit en collaborant avec d’autres institutions nationales et internationales ou avec des organisations non gouvernementales.

## Fonctions

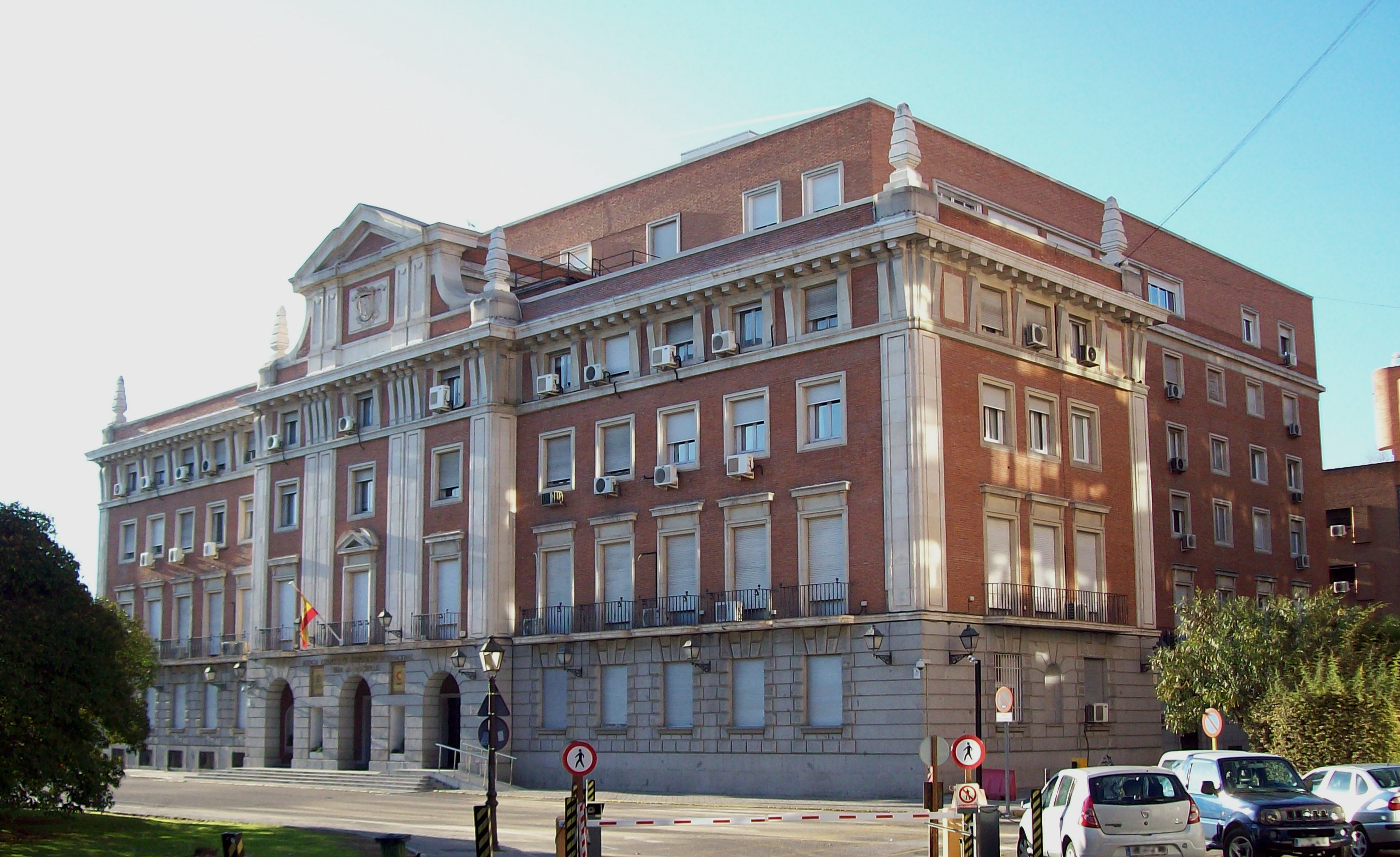
Locaux de l'AECID à Madrid.

Les fonctions de l’AECID sont définies dans ses statuts. Conformément au contrat de gestion en vigueur, elle se charge de la conception et de l’exécution des programmes et projets de coopération au développement, ainsi que de l’action humanitaire à l’étranger, seule ou en collaboration avec d’autres agences de coopération. Elle a également pour mission de travailler en concertation avec les organes de l’administration générale de l’État, de même qu’avec d’autres agences et organismes bilatéraux et multilatéraux, en particulier au sein de l’Union européenne et du système des Nations unies, afin de définir des politiques de développement. L’AECID a par ailleurs un rôle de représentation dans les domaines relevant de sa compétence et œuvre à la promotion des actions de coopération mises en œuvre par d’autres institutions. Elle se charge de l’élaboration et de la diffusion d’études portant sur des aspects importants du développement, et assume les fonctions et les compétences attribuées au ministère des Affaires étrangères et de la Coopération en matière de promotion et de développement des relations culturelles et scientifiques avec d’autres pays.

## Historique
L’Agence espagnole pour la coopération internationale au développement (AECID), créée par le décret royal 1527/1988 du 11 novembre 1988, résulte de l’intégration de différents organismes autonomes et de plusieurs départements du ministère des Affaires étrangères. Sa dernière restructuration a eu lieu en 2001, avec l’incorporation en son sein de la Direction générale des relations culturelles et scientifiques. Toutefois, les origines de l’AECID remontent à 1946, année où vit le jour l’Institut de la culture hispanique. En 1976, une première modification majeure est apportée à la structure de cet institut, avec la mise en place d’une présidence à sa tête. En 1977, il est soumis à une première restructuration et change de nom, devenant le Centre ibéro-américain de la coopération, doté de nouvelles fonctions et de nouvelles attributions en matière de coopération. Dès lors, le mot « coopération » sera le signe d’identité de cet organisme, indissociable de son nom et de son activité.

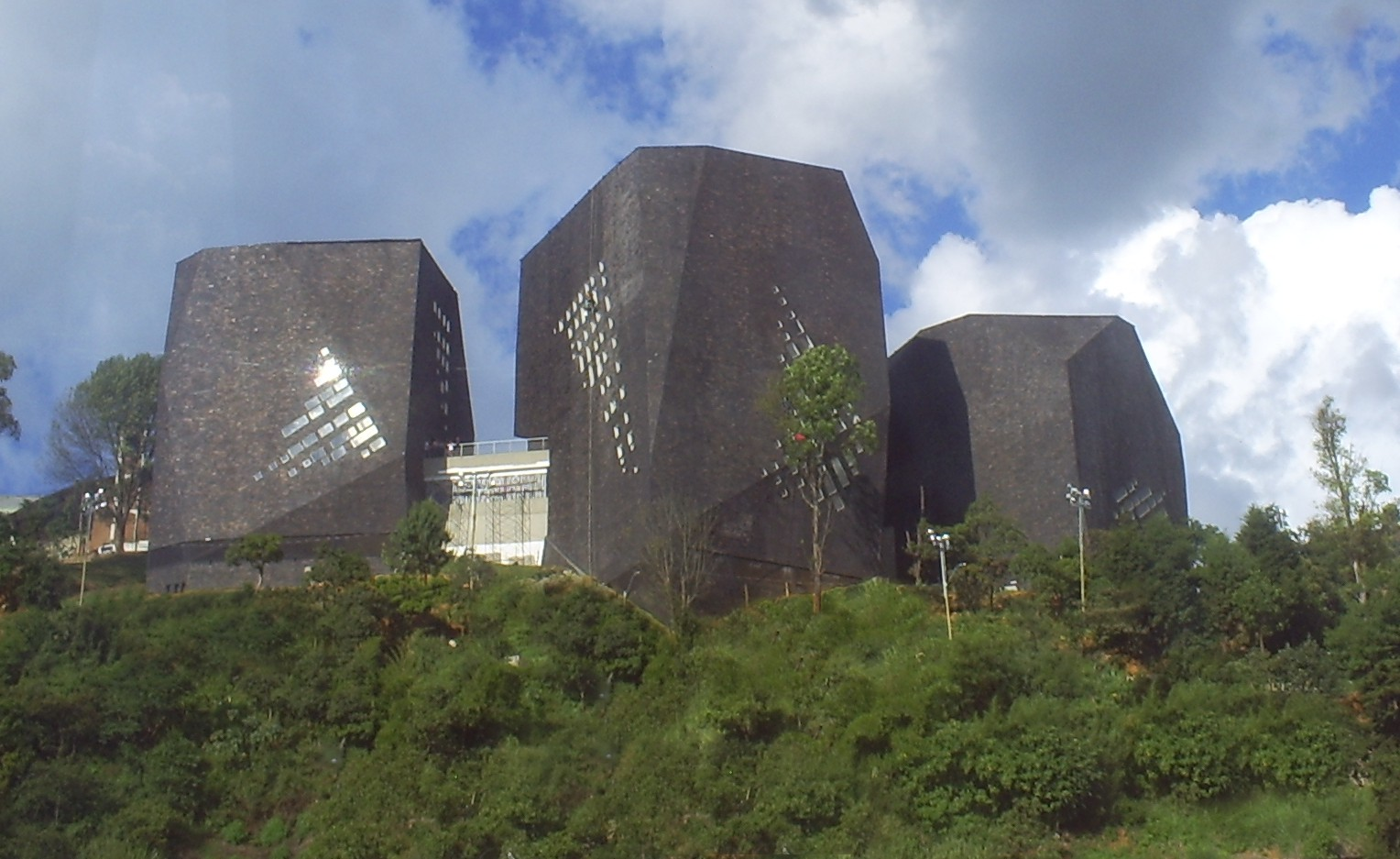
L'AECID a contribué à la création de la Biblioteca España.

C’est dans les premières années de l’Institut (1940-1950), que la Biblioteca Hispánica et les éditions Ediciones de Cultura Hispánica voient le jour. Leurs fonds et leurs catalogues témoignent de leur activité intense et essentielle en faveur de la diffusion de la culture espagnole. Plus tard, avant la naissance de l’AECI, l’incorporation de la Bibliothèque islamique « Félix María Pareja » viendra encore enrichir leur travail fécond. L’année 1954 voit l’inauguration de la résidence universitaire « Nuestra Señora de Guadalupe », fondée par l’Institut de la culture hispanique afin d’accueillir des étudiants universitaires espagnols ou originaires des pays d’Amérique latine. Cette institution, qui existe encore aujourd’hui, vient en complément de la politique de bourses mise en œuvre par la coopération espagnole pour la formation supérieure des futurs professionnels et décideurs de ces pays. Bien plus tard, à l’époque de l’AECI, une deuxième résidence universitaire sera créée : « Nuestra Señora de África ». Ces deux résidences sont aujourd’hui régies par la Fondation des résidences universitaires, et présidées par le secrétariat d’État à la Coopération internationale et à l’Amérique latine.
L’Institut hispano-arabe de la culture (IHAC), fondé en 1954, sera doté d’une structure légale et opérationnelle par une loi du 13 février 1974, devenant lui aussi un organisme autonome rattaché au ministère des Affaires étrangères ; la Commission nationale et le Bureau pour la coopération avec la Guinée équatoriale (créés en 1981) feront également l’objet d’une refonte et seront intégrés au sein de l’AECI au moment de sa création.
L'Institut de culture hispanique change de nom en 1977 et devient le Centre ibéro-américain de coopération (CIC). Une profonde réforme de son organigramme est opérée, avec la mise en place d'un président et d'un directeur général et la création de nouvelles unités organiques : documentation, planification et recherche, Coopération culturelle, Coopération économique et Coopération technologique et industrielle ; ce changement traduit une orientation très marquée en faveur de la coopération au développement. La nouvelle appellation est de courte durée puisqu'en 1979, l'organisme est rebaptisé Institut de coopération ibéro-américaine (ICI) ; ses objectifs principaux sont axés sur la coopération espagnole en Amérique latine. Cette nouvelle organisation s'accompagne de la suppression, en tant qu'institutions associées, des associations, centres et instituts de culture hispanique en Amérique latine, rattachées à l'organisme depuis sa création.
En 1985, une nouvelle structure organique du ministère des Affaires étrangères est mise en place, avec la création du secrétariat d'État à la Coopération internationale et à l'Amérique latine, auquel sont rattachés deux organismes autonomes, l'Institut de coopération ibéro-américaine et l'Institut hispano-arabe de la culture. Par ailleurs, des Directions générales dépendant directement du titulaire de ce secrétariat d’État, voient le jour : relations culturelles, Coopération technique internationale et Relations économiques internationales, qui viennent s’ajouter au Bureau et à la Commission nationale pour la coopération avec la Guinée équatoriale.
En 2007, elle prend le nom d'Agence espagnole pour la coopération internationale au développement.
Le centre culturel de l'AECID au Honduras créé en 2007, est le dernier à avoir rejoint le réseau.
L'AECID, en plus d'une action privilégiée dans l'amérique hispanophone, renforce les liens avec d'autres pays en développement dont la culture est partie prenante de l'histoire de l'identité espagnole. Elle s'appuie ainsi sur le réseau des "Casas" du Ministère des Affaires étrangères, notamment la Casa Árabe en ce qui concerne le Monde arabe.

## Structure
Pour mener à bien sa mission, l'AECID s'appuie sur une structure extérieure très vaste, composée de bureaux techniques de coopération ainsi que d’un réseau de centres culturels et de centres de formation dans les pays où sont mis en œuvre les principaux projets de coopération de l'Agence. Les domaines prioritaires de la coopération espagnole sont définis dans le Plan directeur 2013‐2016. L'AECID assume les compétences du MAEC dans le domaine de l'action culturelle à l'étranger. Les instruments dont dispose l'AECID afin de remplir les fonctions et les missions qui lui sont confiées, sont essentiellement : le plan directeur de la coopération espagnole, le plan annuel de coopération internationale et les stratégies sectorielles et par pays, ainsi que des accords et conventions passés avec des entités et organismes publics et privés ; à ces divers instruments sont venus s'ajouter plus récemment les Objectifs du Millénaire pour le développement (OMD) des Nations unies.